# Prêmio Machado de Assis (Fundação Biblioteca Nacional)
Prêmio Machado de Assis é uma premiação que faz parte dos Prêmios Literários da Fundação Biblioteca Nacional e que é destinada a laurear o melhor romance brasileiro.

## História
Em 1995, ocorreu a primeira outorga dos então chamados Prêmios de Incentivo à Literatura e ao Livro Brasileiro com premiações em sete diferentes gêneros literários, cada uma nomeada em homenagem a um expoente de sua área. Para os romances, o prêmio homenageou o escritor Machado de Assis.
Em 1999, com a extinção do Prêmio Artur de Azevedo (voltado para contos), o Prêmio Machado de Assis passou a ser voltado a narrativa (englobando romances e contos).
Em 2003, os Prêmios Literários da Fundação Biblioteca Nacional não foram realizados e, no ano seguinte, houve a premiação de apenas uma categoria, chamada Prêmio Fundação Biblioteca Nacional, voltada ao melhor livro do ano. Em 2005, todos os prêmios que haviam até 2002 voltaram a ser concedidos de forma individual. Além disso, o Prêmio Machado de Assis voltou a ser exclusivo para romances por conta da criação do Prêmio Clarice Lispector para contos.

## Premiados
| Ano  | Vencedores                                                                   | Finalistas     | Notas  |
| ---- | ---------------------------------------------------------------------------- | -------------- | ------ |
| 1995 | Somos Pedras que se Consomem Raimundo Carrero                                | Sem informação | [ 1 ]  |
| 1996 | O Equilibrista do Arame Farpado Flávio Moreira da Costa                      | Sem informação | [ 6 ]  |
| 1997 | E do Meio do Mundo Prostituto Só Amores Guardei do meu Charuto Rubem Fonseca | Sem informação | [ 7 ]  |
| 1997 | Pão Cozido Debaixo da Brasa Miguel Jorge                                     | Sem informação | [ 7 ]  |
| 1998 | Breve Espaço Entre Cor e Sombra Cristovão Tezza / Rocco                      | Sem informação | [ 8 ]  |
| 1999 | A Audácia dessa Mulher Ana Maria Machado / Nova Fronteira                    | Sem informação | [ 9 ]  |
| 2001 | Eles Eram Muito Cavalos Luiz Ruffato                                         | Sem informação | [ 10 ] |
| 2001 | O Pintor de Retratos Luiz Antonio de Assis Brasil                            | Sem informação | [ 10 ] |
| 2002 | Nove Noites Bernardo Carvalho                                                | Sem informação | [ 11 ] |

| Ano  | Romance (Prêmio Machado de Assis) |
| ---- | --- |
| 2005 | O Movimento Pensular, de Alberto Mussa |
| 2006 | Investigação sobre Ariel, de Silvio Fiorani |
| 2007 | O Tempo Físico, de Idalina Azevedo da Silva |
| 2008 | Cordilheira, de Daniel Galera |
| 2009 | A minha alma é irmã de Deus, de Raimundo Carrero |
| 2010 | Do fundo do poço se vê a lua, de Joca Reiners Terron |
| 2011 | O senhor do lado esquerdo, de Alberto Mussa |
| 2012 | Habitante irreal, de Paulo Scott |
| 2013 | Opsianie Swiata, de Veronica Stigger |
| 2014 | Nossos Ossos, de Marcelino Freire |
| 2015 | Turismo para cegos, de Tércia Montenegro |
| 2016 | Desterro, de Sheyla Smanioto |
| 2017 | Descobri que Estava Morto, de João Paulo Cuenca |
| 2018 | 1º: Nunca houve tanto fim como agora, de Evandro Affonso Ferreira 2º: A jaca do cemitério é mais doce, de Manoel Herzog 3º: Outro Lugar, de Luis S. Krausz |
| 2019 | 1º: Paradeiro, de Luís Bueno 2º: Paraízo-Paraguay. de Marcelo Labes 3º: Manual não injuntivo de como criar um monstro, de José Ronaldo Siqueira            |
| 2020 | Além do Rio dos Sinos, de Menalton Braff. |
| 2021 | 1º: Três Porcos, de Marcelo Labes; 2º: Fé no Inferno, de Santiago Nazarian; 3º Depois de tudo vem uma vírgula, de Elizabeth Cardoso.                       |
| 2022 | 1º: Siameses, de Antonio Geraldo Figueiredo Ferreira; 2º: Uma exposição, de Ieda Magri; 3º: O filósofo no porta-luvas, de Juliano Garcia Pessanha.         |